# Hans Lauge
Hans Lauge Petersen er tidligere sportschef i Vejle Boldklub Elitefodbold A/S.

## Profil
Hans Lauge har forfattet flere bøger, herunder en bog dedikeret til sin datter, som mistede livet i en busulykke på Bali i slutningen af 1990'erne. Dette tab forklarer måske noget af tilbageholdenheden i hans mest anvendte replik, når talen falder på fodbold: "Fodbold er verdens vigtigste biting". Samtidig er Hans Lauge dog en mand med mange talenter og interesser.  
Hans Lauge har mange års erfaring inden for strategi og ledelse, og indsigten i fodbold er dokumenteret med DBUs elitetræneruddannelse samt flere års virke som DBU-instruktør. 
I 2004 var Hans Lauge en central person i en gruppe af lokale erhversfolk m.fl., der sammen med Vejle Boldklub udarbejdede en 4-punkts plan, der skulle rekonstruere klubbens økonomi og organisation samt sørge for oprykning til SAS Ligaen og etableringen af et moderne stadion i Nørreskoven på nordsiden af Vejle Fjord.
Hans Lauge har fungeret som mental coach samt træner for en række hold i Vejle Boldklub.